# Traité de Mendota

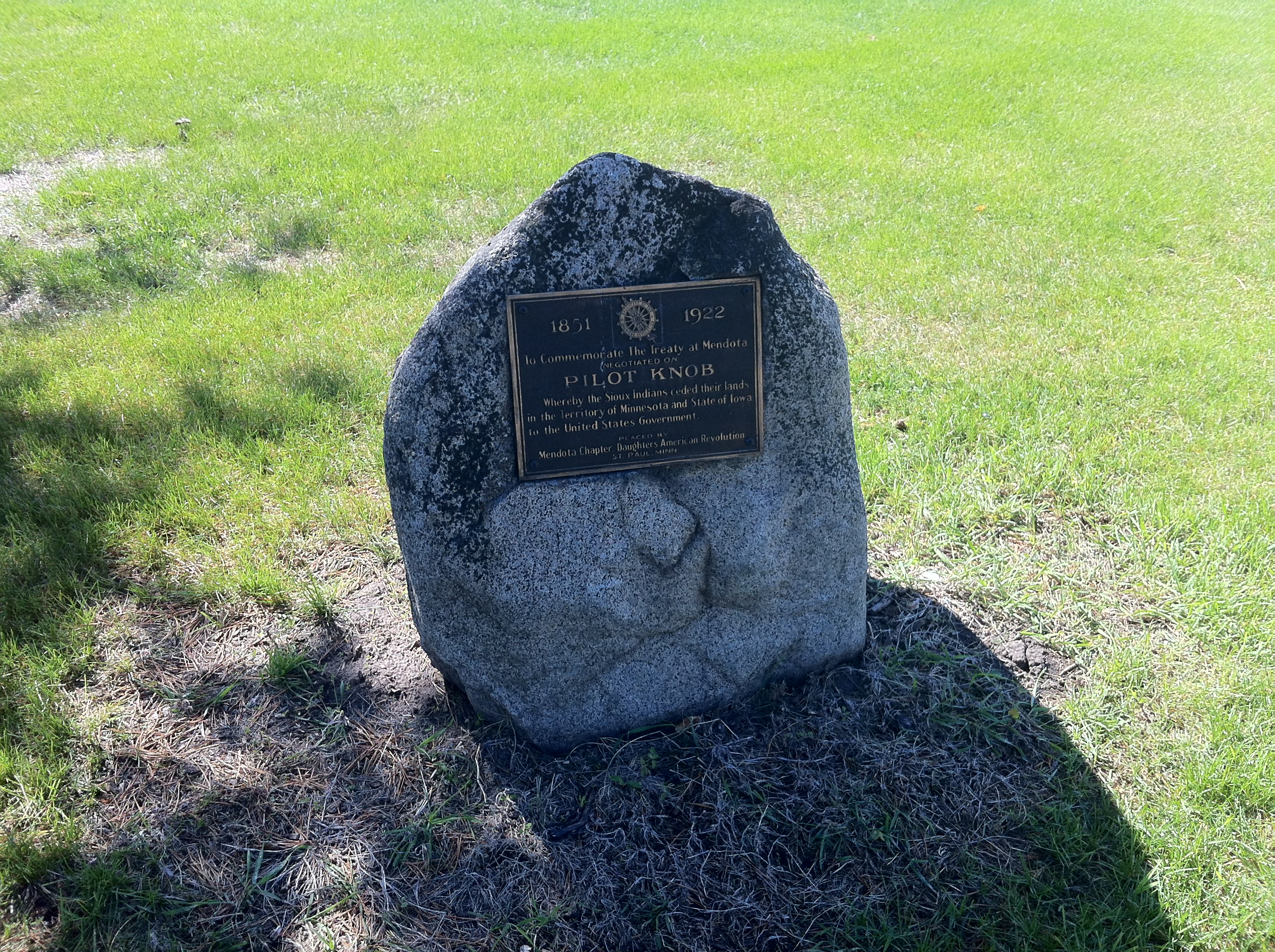
Monolithe sur lequel est fixée la plaque commémorative du traité de Mendota à l'endroit de sa signature, sur la colline Oheyawahi-Pilot Knob, dans l'actuel Acacia Park Cemetery.

Le traité de Mendota est un traité signé le 5 août 1851 à Mendota dans le territoire du Minnesota entre les États-Unis et deux groupes de Dakotas : les Wahpekutes et les Mdewakantons. Par ce traité, les Amérindiens renoncent à l'ensemble de leurs terres situées dans le Minnesota en échange d'un paiement de 1 410 000 $. Il fait suite au traité de la Traverse des Sioux signé en juillet de la même année avec les Sissetons et Wahpetons, deux autres groupes de Dakotas. Après la signature du traité, les Wahpekutes et Mdewakantons se sont installés à l'agence de Lower Sioux près de la ville actuelle de Morton au Minnesota.